# Торнако
Торнако (італ. Tornaco, п'єм. Tòrgan) — муніципалітет в Італії, у регіоні П'ємонт,  провінція Новара.
Торнако розташоване на відстані близько 490 км на північний захід від Рима, 90 км на схід від Турина, 14 км на південний схід від Новари.
Населення — 888 осіб (2014).
Щорічний фестиваль відбувається 22 липня. Покровитель — Santa Maria Maddalena.

## Демографія
Населення за роками:

Станом на 1 січня 2023 року в муніципалітеті офіційно проживали 33 іноземці з 14 країн, серед них 9 громадян країн Євросоюзу та 6 громадян України.

## Сусідні муніципалітети
- Борголавеццаро
- Кассольново
- Чилавенья
- Гравеллона-Ломелліна
- Тердобб'яте
- Весполате